# Circoscrizione Piccola Polonia e Santacroce
La circoscrizione Piccola Polonia e Santacroce è una circoscrizione elettorale per l'elezione dei membri del Parlamento europeo spettanti alla Polonia.

## Storia
La circoscrizione venne creata dalla legge 23 gennaio 2004, senza assegnarle formalmente un nome, ma solamente un numero.

## Territorio
La circoscrizione comprende, fin dalla sua istituzione, l'intero territorio dei voivodati della Piccola Polonia e della Santacroce.

## Risultati

### VI legislatura
| Partito                            | Partito                                                 | Risultati 13 giugno 2004 | Risultati 13 giugno 2004 | Risultati 13 giugno 2004 | Seggi | Seggi |
| Partito                            | Partito                                                 | Voti                     | %                        | ±                        | Num   | ±     |
| ---------------------------------- | ------------------------------------------------------- | ------------------------ | ------------------------ | ------------------------ | ----- | ----- |
|                                    | Piattaforma Civica                                      | 162 293                  | 22,33                    | n.d.                     | 2     | n.d.  |
|                                    | Lega delle Famiglie Polacche                            | 150 091                  | 20,65                    | n.d.                     | 1     | n.d.  |
|                                    | Diritto e Giustizia                                     | 108 220                  | 14,89                    | n.d.                     | 1     | n.d.  |
|                                    | Autodifesa della Repubblica Polacca                     | 72 798                   | 10,02                    | n.d.                     | 1     | n.d.  |
|                                    | Unione della Libertà                                    | 57 071                   | 7,85                     | n.d.                     | 1     | n.d.  |
|                                    | Partito Popolare Polacco                                | 54 566                   | 7,51                     | n.d.                     | 1     | n.d.  |
|                                    | Alleanza della Sinistra Democratica - Unione del Lavoro | 51 811                   | 7,13                     | n.d.                     | 1     | n.d.  |
|                                    | Socialdemocrazia Polacca                                | 24 696                   | 3,40                     | n.d.                     | 0     | n.d.  |
|                                    | Comitato Elettorale Nazionale                           | 13 554                   | 1,87                     | n.d.                     | 0     | n.d.  |
|                                    | Unione per la Politica Reale                            | 12 960                   | 1,78                     | n.d.                     | 0     | n.d.  |
|                                    | Iniziativa per la Polonia                               | 7 683                    | 1,06                     | n.d.                     | 0     | n.d.  |
|                                    | KPEiR-PLD                                               | 4 259                    | 0,59                     | n.d.                     | 0     | n.d.  |
|                                    | Partito Polacco del Lavoro                              | 3 902                    | 0,54                     | n.d.                     | 0     | n.d.  |
|                                    | Coalizione Civica Nazionale                             | 2 766                    | 0,38                     | n.d.                     | 0     | n.d.  |
|                                    |                                                         |                          |                          |                          |       |       |
| Iscritti                           | Iscritti                                                | 3 528 132                | 100,00                   |                          |       |       |
| ↳ Votanti (% su iscritti)          | ↳ Votanti (% su iscritti)                               | 745 327                  | 21,13                    | n.d.                     |       |       |
| ↳ Voti validi (% su votanti)       | ↳ Voti validi (% su votanti)                            | 726 670                  | 97,50                    |                          |       |       |
| ↳ Schede non valide (% su votanti) | ↳ Schede non valide (% su votanti)                      | 18 657                   | 2,50                     |                          |       |       |
| ↳ Astenuti (% su iscritti)         | ↳ Astenuti (% su iscritti)                              | 2 782 805                | 78,87                    |                          |       |       |

| Eletti | Eletti              |
| ------ | ------------------- |
|        | Bogdan Klich        |
|        | Bogusław Sonik      |
|        | Bogdan Pęk          |
|        | Adam Bielan         |
|        | Leopold Rutowicz    |
|        | Janusz Onyszkiewicz |
|        | Czesław Siekierski  |
|        | Andrzej Szejna      |

### VII legislatura
| Partito                            | Partito                                                 | Risultati 7 giugno 2009 | Risultati 7 giugno 2009 | Risultati 7 giugno 2009 | Seggi | Seggi   |
| Partito                            | Partito                                                 | Voti                    | %                       | ±                       | Num   | ±       |
| ---------------------------------- | ------------------------------------------------------- | ----------------------- | ----------------------- | ----------------------- | ----- | ------- |
|                                    | Diritto e Giustizia                                     | 383 631                 | 41,18                   | 26,29                   | 3     | 2       |
|                                    | Piattaforma Civica                                      | 327 854                 | 35,19                   | 12,86                   | 2     | Stabile |
|                                    | Alleanza della Sinistra Democratica - Unione del Lavoro | 95 277                  | 10,23                   | 3,10                    | 1     | Stabile |
|                                    | Partito Popolare Polacco                                | 60 846                  | 6,53                    | 0,98                    | 1     | Stabile |
|                                    | Intesa per il Futuro - Centro-sinistra                  | 17 645                  | 1,89                    | n.d.                    | 0     | n.d.    |
|                                    | Destra della Repubblica                                 | 12 307                  | 1,32                    | n.d.                    | 0     | n.d.    |
|                                    | Unione per la Politica Reale                            | 10 236                  | 1,10                    | 0,68                    | 0     | Stabile |
|                                    | Autodifesa della Repubblica Polacca                     | 9 430                   | 1,01                    | 9,01                    | 0     | 1       |
|                                    | Libertas Polonia                                        | 9 005                   | 0,97                    | n.d.                    | 0     | n.d.    |
|                                    | Partito Polacco del Lavoro                              | 5 428                   | 0,58                    | 0,04                    | 0     | Stabile |
|                                    |                                                         |                         |                         |                         |       |         |
| Iscritti                           | Iscritti                                                | 3 632 503               | 100,00                  |                         |       |         |
| ↳ Votanti (% su iscritti)          | ↳ Votanti (% su iscritti)                               | 948 316                 | 26,11                   | 4,98                    |       |         |
| ↳ Voti validi (% su votanti)       | ↳ Voti validi (% su votanti)                            | 931 659                 | 98,24                   |                         |       |         |
| ↳ Schede non valide (% su votanti) | ↳ Schede non valide (% su votanti)                      | 16 657                  | 1,76                    |                         |       |         |
| ↳ Astenuti (% su iscritti)         | ↳ Astenuti (% su iscritti)                              | 2 684 187               | 73,89                   |                         |       |         |

| Eletti | Eletti             |
| ------ | ------------------ |
|        | Paweł Kowal        |
|        | Jacek Włosowicz    |
|        | Zbigniew Ziobro    |
|        | Bogusław Sonik     |
|        | Róża Thun          |
|        | Joanna Senyszyn    |
|        | Czesław Siekierski |

### VIII legislatura
| Partito                            | Partito                                                 | Risultati 25 maggio 2014 | Risultati 25 maggio 2014 | Risultati 25 maggio 2014 | Seggi | Seggi   |
| Partito                            | Partito                                                 | Voti                     | %                        | ±                        | Num   | ±       |
| ---------------------------------- | ------------------------------------------------------- | ------------------------ | ------------------------ | ------------------------ | ----- | ------- |
|                                    | Diritto e Giustizia                                     | 307 624                  | 33,61                    | 7,57                     | 3     | Stabile |
|                                    | Piattaforma Civica                                      | 232 330                  | 25,39                    | 9,80                     | 2     | Stabile |
|                                    | Polonia Solidale                                        | 82 433                   | 9,01                     | 5,18                     | 0     | n.d.    |
|                                    | Congresso della Nuova Destra                            | 72 393                   | 7,91                     | n.d.                     | 1     | n.d.    |
|                                    | Alleanza della Sinistra Democratica - Unione del Lavoro | 62 748                   | 6,86                     | 3,37                     | 0     | 1       |
|                                    | Partito Popolare Polacco                                | 58 541                   | 6,40                     | 0,13                     | 1     | Stabile |
|                                    | Polonia Insieme                                         | 55 278                   | 6,04                     | n.d.                     | 0     | n.d.    |
|                                    | Europa Plus - Twój Ruch                                 | 27 217                   | 2,97                     | n.d.                     | 0     | n.d.    |
|                                    | Movimento Nazionale                                     | 11 930                   | 1,30                     | n.d.                     | 0     | n.d.    |
|                                    | Democrazia Diretta                                      | 4 717                    | 0,52                     | n.d.                     | 0     | n.d.    |
|                                    |                                                         |                          |                          |                          |       |         |
| Iscritti                           | Iscritti                                                | 3 686 945                | 100,00                   |                          |       |         |
| ↳ Votanti (% su iscritti)          | ↳ Votanti (% su iscritti)                               | 948 975                  | 25,74                    | 0,37                     |       |         |
| ↳ Voti validi (% su votanti)       | ↳ Voti validi (% su votanti)                            | 915 211                  | 96,44                    |                          |       |         |
| ↳ Schede non valide (% su votanti) | ↳ Schede non valide (% su votanti)                      | 33 764                   | 3,56                     |                          |       |         |
| ↳ Astenuti (% su iscritti)         | ↳ Astenuti (% su iscritti)                              | 2 737 970                | 74,26                    |                          |       |         |

| Eletti | Eletti             |
| ------ | ------------------ |
|        | Andrzej Duda       |
|        | Beata Gosiewska    |
|        | Ryszard Legutko    |
|        | Róża Thun          |
|        | Bogdan Wenta       |
|        | Stanisław Żółtek   |
|        | Czesław Siekierski |

### IX legislatura
| Partito                            | Partito                            | Risultati 26 maggio 2019 | Risultati 26 maggio 2019 | Risultati 26 maggio 2019 | Seggi | Seggi   |
| Partito                            | Partito                            | Voti                     | %                        | ±                        | Num   | ±       |
| ---------------------------------- | ---------------------------------- | ------------------------ | ------------------------ | ------------------------ | ----- | ------- |
|                                    | Diritto e Giustizia                | 980 816                  | 56,33                    | 22,72                    | 3     | Stabile |
|                                    | Coalizione Europea                 | 505 400                  | 29,03                    | n.d.                     | 2     | n.d.    |
|                                    | Primavera                          | 78 568                   | 4,51                     | n.d.                     | 0     | n.d.    |
|                                    | Confederazione                     | 73 613                   | 4,23                     | n.d.                     | 0     | n.d.    |
|                                    | Kukiz'15                           | 67 272                   | 3,86                     | n.d.                     | 0     | n.d.    |
|                                    | Lewica Razem                       | 16 813                   | 0,97                     | n.d.                     | 0     | n.d.    |
|                                    | Polonia Fair Play                  | 13 128                   | 0,75                     | n.d.                     | 0     | n.d.    |
|                                    | PolExit-Coalizione                 | 5 512                    | 0,32                     | n.d.                     | 0     | n.d.    |
|                                    |                                    |                          |                          |                          |       |         |
| Iscritti                           | Iscritti                           | 3 667 333                | 100,00                   |                          |       |         |
| ↳ Votanti (% su iscritti)          | ↳ Votanti (% su iscritti)          | 1 756 128                | 47,89                    | 22,15                    |       |         |
| ↳ Voti validi (% su votanti)       | ↳ Voti validi (% su votanti)       | 1 741 122                | 99,15                    |                          |       |         |
| ↳ Schede non valide (% su votanti) | ↳ Schede non valide (% su votanti) | 15 006                   | 0,85                     |                          |       |         |
| ↳ Astenuti (% su iscritti)         | ↳ Astenuti (% su iscritti)         | 1 911 205                | 52,11                    |                          |       |         |

| Eletti | Eletti          |
| ------ | --------------- |
|        | Patryk Jaki     |
|        | Ryszard Legutko |
|        | Beata Szydło    |
|        | Adam Jarubas    |
|        | Róża Thun       |

### X legislatura
| Partito                            | Partito                                        | Risultati 9 giugno 2024 | Risultati 9 giugno 2024 | Risultati 9 giugno 2024 | Seggi | Seggi   |
| Partito                            | Partito                                        | Voti                    | %                       | ±                       | Num   | ±       |
| ---------------------------------- | ---------------------------------------------- | ----------------------- | ----------------------- | ----------------------- | ----- | ------- |
|                                    | Destra Unita                                   | 655 777                 | 44,05                   | 12,28                   | 3     | Stabile |
|                                    | Coalizione Civica                              | 401 371                 | 26,96                   | n.d.                    | 2     | n.d.    |
|                                    | Confederazione                                 | 210 553                 | 14,14                   | 9,91                    | 1     | 1       |
|                                    | Terza Via                                      | 131 106                 | 8,81                    | n.d.                    | 1     | n.d.    |
|                                    | La Sinistra                                    | 70 403                  | 4,73                    | n.d.                    | 0     | n.d.    |
|                                    | Bezpartyjni Samorządowcy                       | 10 691                  | 0,72                    | n.d.                    | 0     | n.d.    |
|                                    | Paese Normale                                  | 3 950                   | 0,27                    | n.d.                    | 0     | n.d.    |
|                                    | PolExit                                        | 3 704                   | 0,25                    | n.d.                    | 0     | n.d.    |
|                                    | Polonia Liberale - Sciopero degli Imprenditori | 1 193                   | 0,08                    | n.d.                    | 0     | n.d.    |
|                                    |                                                |                         |                         |                         |       |         |
| Iscritti                           | Iscritti                                       | 3 583 080               | 100,00                  |                         |       |         |
| ↳ Votanti (% su iscritti)          | ↳ Votanti (% su iscritti)                      | 1 496 699               | 41,77                   | 6,12                    |       |         |
| ↳ Voti validi (% su votanti)       | ↳ Voti validi (% su votanti)                   | 1 488 748               | 99,47                   |                         |       |         |
| ↳ Schede non valide (% su votanti) | ↳ Schede non valide (% su votanti)             | 7 951                   | 0,53                    |                         |       |         |
| ↳ Astenuti (% su iscritti)         | ↳ Astenuti (% su iscritti)                     | 2 086 381               | 58,23                   |                         |       |         |

| Eletti | Eletti                     |
| ------ | -------------------------- |
|        | Arkadiusz Mularczyk        |
|        | Beata Szydło               |
|        | Dominik Tarczyński         |
|        | Jagna Marczułajtis-Walczak |
|        | Bartłomiej Sienkiewicz     |
|        | Grzegorz Braun             |
|        | Adam Jarubas               |